# Florin Andone
Florin Andone (ur. 11 kwietnia 1993 w Botoszanach) – rumuński piłkarz grający na pozycji napastnika. Od 2023 jest zawodnikiem klubu Atlético Baleares.

## Kariera klubowa
Swoją karierę piłkarską Andone rozpoczął w 2005 roku w Hiszpanii, w klubie Vinaròs CF. W 2008 roku podjął treningi w CD Castellón. W 2010 roku awansował do pierwszego zespołu Castellón. 16 stycznia 2011 zadebiutował w nim w Segunda División B w zremisowanym 1:1 wyjazdowym meczu z Orihuela CF. W 2011 roku został zawodnikiem Villarrealu CF. W sezonie 2011/2012 był członkiem trzeciego zespołu Villarrealu, a w sezonie 2012/2013 – drugiego zespołu.
Latem 2013 Andone przeszedł do klubu CD Atlético Baleares. Swój debiut w nim zaliczył 24 sierpnia 2013 w wygranym 1:0 wyjazdowym meczu z Olímpic de Xàtiva. W zespole Atlético grał przez rok.
W 2014 roku Andone został zawodnikiem beniaminka Primera División, Córdoba CF. W nim swój debiut zaliczył 5 stycznia 2015 w zwycięskim 2:0 domowym meczu z Granadą i w debiucie zdobył gola. W sezonie 2014/2015 spadł z Córdobą do Segunda División.

## Kariera reprezentacyjna
W reprezentacji Rumunii Andone zadebiutował 13 czerwca 2015 w zremisowanym 0:0 meczu eliminacji do Euro 2016 z Irlandią Północną, rozegranym w Belfaście, gdy w 72. minucie zmienił Claudiu Keșerü.